# 自我知覺理論
自我知覺理論（英語：Self-perception theory，縮寫作SPT）是心理學家達里爾·貝姆 (Daryl Bem) 提出的一種態度形成理論。 它斷言人們透過觀察自己的行為，並得出結論是什麼態度，導致了這種行為來發展他們的態度（當由於缺乏經驗等，而沒有以前的態度時，情緒反應是模棱兩可的）。 該理論本質上是違反直覺的，因為傳統觀點認為態度決定行為。 此外，該理論表明，人們在沒有獲得內部認知和情緒狀態的情況下誘導態度。 這個人理性地解釋自己公開的行為，就像他們試圖解釋其他人的行為一樣。